# Sabahudin Bilalović
Sabahudin Bilalović (Trebinje, Bosnia y Herzegovina, 7 de mayo de 1960 - 29 de julio de 2003) fue un jugador bosnio de baloncesto. 

## Trayectoria
Jugó en la antigua Yugoslavia en el KK Bosna Sarajevo, donde llegó a ganar la Copa de Europa de baloncesto 1978-79.
De gran calidad técnica, jugó en España en las filas del Breogán Lugo la temporada 1993-94, promediando una media de 15 puntos, 6,5 rebotes y 0,60 asistencias por partido en 26 encuentros disputados con una media de 32 minutos por partido.
Bilalovic ha sido internacional con las selecciones de Yugoslavia
y de Bosnia y Herzegovina, con la que se proclamó máximo anotador del Europeo de Alemania en 1993 con una media de 25,1 puntos por partido, promediando además 8,7 rebotes y 0,6 asistencias en 8 partidos jugados.
- Liga de Yugoslavia. KK Bosna Sarajevo
- 1989-1990 KK Vojvodina Novi Sad
- 1990-1992 KK Bosna Sarajevo
- 1992-1993 Ironi Nahariya
- 1993-1994 CB Breogán
- 1994-1995 KK Zagreb
- 1994-1995  Lugano
- 1995-1996  Speyer
- 1997-1999 KK Bosna Sarajevo

## Palmarés
- Liga de Yugoslavia: 3

Bosna Sarajevo: 1977-78, 1979-80, 1982-83
- Copa de Yugoslavia: 1

Bosna Sarajevo: 1978
- Euroliga: 1

Bosna Sarajevo:  1979.